# Тотадзе, Лаша
Ла́ша Тота́дзе (груз. ლაშა თოთაძე; род. 24 августа 1988, Ахалцихе) — грузинский футболист, защитник

## Биография

### Клубная карьера
Начинал заниматься футболом в СДЮШОР тбилисского «Динамо». Первые тренеры — Тамаз Костава и Тенгиз Кациа. После играл за тбилисские «Динамо», «Гагру». В 2008 году попал в киевское «Динамо», но ни одного матча за первую команду не провёл. После вернулся в клуб «Гагра», в начале 2010 года перешёл в венгерский «Дьёр». В 2011 году выступал за венгерский «Ломбард».
В 2013 году Тотадзе вернулся в Грузию и стал игроком батумского «Динамо», вскоре перешёл в клуб «Дила» из Гори. В сезоне 2013/14 он выступал за «Сиони» из Болниси. В 2014 году Тотадзе вернулся в тбилисское «Динамо», стал капитаном команды. В августе 2015 года он перешёл в «Сабуртало» на правах аренды. В ноябре 2014 года был на просмотре в харьковском «Металлисте». В начале 2016 года оформил переход в «Сабуртало» на постоянной основе.
Зимой 2017 года вновь стал игроком тбилисского «Динамо». По итогам 2017 года был назван лучшим защитником чемпионата Грузии. Первую половину 2019 года провёл в иранском клубе «Нассаджи Мазандаран», после чего перешёл в узбекский «Кызылкум».

### Карьера в сборной
Выступал за юношескую сборную Грузии до 19 лет и молодёжную до 21 года. В 2015 году Тотадзе неоднократно вызывался в национальную сборную Грузии, однако оставался в запасе.

## Достижения
- Серебряный призёр чемпионата Грузии (2): 2017, 2018
- Обладатель Кубка Грузии (2): 2011/12, 2014/15
- Обладатель Суперкубка Грузии: 2014